# 上境古建筑群
上境古建筑群，位于中华人民共和国浙江省金华市婺城区汤溪镇，是浙江省省级文物保护单位之一。
2017年1月19日，上境古建筑群被列入第七批浙江省文物保护单位，该文物保护单位是一座古建筑。